# Joseph Kavaruganda
Joseph Kavaruganda (mort el 7 d'abril de 1994) va ser un jutge de Ruanda i president del Tribunal Constitucional de Ruanda. Va ser assassinat a l'inici del genocidi ruandès.
Un destacat opositor de la ideologia del poder hutu, Kavaruganda va ser conegut per ser mal considerat per alguns membres del règim del MRND. El 17 de febrer de 1994 el comandant de la UNAMIR Roméo Dallaire va rebre informació d'un complot per assassinar Kavaruganda i Lando Ndasingwa. En el seu llibre Shake Hands with the Devil, Dallaire afirma que els va informar d'aquesta trama, i tampoc es van sorprendre.. UNAMIR va enviar cinc soldats ghanesos per protegir la casa de Kavaruganda.
El 7 d'abril, membres de la Guàrdia Presidencial van arribar a la seva porta, afirmant que hi anaven per la seva seguretat. La esposa de Kavaruganda, Annonciata Kavaruganda, afirma que sabia que això era una mentida, però que, amb tot, no va veure cap altra opció. Va ser assassinat més tard aquell dia.
Segons Annonciata Kavaruganda, els soldats de Ghana van ser amistosos amb milicians ruandesos que havien vingut per Kavaruganda, rient i bevent junts mentre els soldats del govern la van colpejar a ella i als seus fills. 